# Istrice (singolo)
Istrice è un brano musicale dei Subsonica pubblicato come secondo singolo estratto dal sesto album di inediti Eden uscito l'8 marzo 2011.

## Il brano
Il brano, scritto da Boosta (musica), Max Casacci (testo) e Samuel (testo), è stato pubblicato diciannove giorni dopo il precedente singolo, che era anche la title track dell'album, il 28 gennaio 2011 per il digital delivery.
Il testo descrive la storia d'amore tra due giovani torinesi (nel testo si fa riferimento a lampioni, portici e un fiume: chiara allusione al Po) e col finire della storia il protagonista della storia si chiede chi si prenderà cura della sua ex, definita come un'istrice (probabilmente in riferimento al famoso dilemma) e soprattutto che ne sarà di se stesso, senza di lei.
Il fruscio che si sente per tutta la durata del brano è lo scorrere del fiume Po, registrato dalla riva dei Murazzi.

## Il video
Il video musicale è stato girato da Cosimo Alemà (che aveva già collaborato con loro per il videoclip de Il vento) e pubblicato sul canale ufficiale di YouTube il 10 febbraio 2011, e si tratta di un vero e proprio minifilm horror, ambientato in grande parte in una Torino tratteggiata in modo grigio e oscuro, in cui una donna in carriera, dopo un incontro paranormale avvenuto in un parcheggio, subisce col passare del tempo una trasformazione fisica che la muta in un mostro folle e deforme.
Il video ufficiale, come annunciato dai Subsonica sui loro canali ufficiali Twitter e Facebook, è stato rifiutato da tutte le tv tematiche, anche nella versione censurata, ed è perciò visibile solo in rete, ne è stata però realizzata una terza versione, in cui sono presenti solo le riprese del gruppo dentro il PalaFuksas di Porta Palazzo. Nonostante ciò, la seconda versione del video (l'originale, con alcune aggiunte di pixel per coprire i fotogrammi più cruenti) risulta essere stata trasmessa almeno una volta dal canale "Onda Italiana", LCN 69 del digitale terrestre.
Il video ha ricevuto il Premio Videoclip Italiano 2011 per la categoria "Gruppi".

## Tracce
Download digitale
1. Istrice - 4:15

## Classifiche
| Classifica (2011) | Posizione massima |
| ----------------- | ----------------- |
| Italia            | 27                |